# L'Éclair mortel
L'Éclair mortel (titre original : The Killing Flash) est une nouvelle de science-fiction, écrite par Hugo Gernsback et publiée en  1929.

## Parution
Cette nouvelle est parue en 1929 dans le tout nouveau magazine lancé par Hugo Gernsback la même année, Science Wonder Stories.
Elle est parue en français en 1976 dans l'anthologie de Jacques Sadoul, Les meilleurs récits de Wonder Stories aux éditions J'ai Lu.

## Résumé
L'éclair mortel raconte la tentative de meurtre originale de John Bernard à l'encontre d'Henry Lindenfeld. 
Par jalousie, J Bernard décide d'envoyer 350 000 volts dans la ligne téléphonique alors que Lindenfeld est en ligne. 